# Saint-Bonnet-des-Bruyères
Saint-Bonnet-des-Bruyères è un comune francese di 380 abitanti situato nel dipartimento del Rodano della regione Alvernia-Rodano-Alpi.

## Società

### Evoluzione demografica
Abitanti censiti